# Leroy Blyden
Leroy Blyden (21 febbraio 1974) è un ex cestista americo-verginiano.

## Carriera
Con le Isole Vergini Americane ha disputato i Campionati americani del 2001.